# Mount Waugh
Der Mount Waugh ist ein 585 m hoher Berg an der Graham-Küste des Grahamlands im Norden der Antarktischen Halbinsel. Er ragt südlich der Beascochea-Bucht und 7 km nordöstlich des Nuñez Point auf.
Teilnehmer der Fünften Französischen Antarktisexpedition (1908–1910) unter der Leitung des Polarforschers Jean-Baptiste Charcot kartierten ihn. Das UK Antarctic Place-Names Committee benannte ihn 1959 nach dem US-amerikanischen Biochemiker William A. Waugh, dem 1932 gemeinsam mit Charles Glen King als Erstem die Isolierung des Vitamin C gelungen war.